# Anna Luisa Föhsová

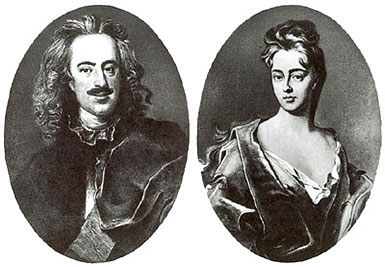
Anna Luisa Föhsová s Leopoldem I. Anhaltsko-Desavským

Anna Luisa Föhsová (22. března 1677, Dessau – 5. února 1745, tamtéž) byla manželkou Leopolda I. Anhaltsko-Desavského.

## Život
Narodila se 22. března 1677 jako dcera desavského dvorního lékárníka Rudolfa Föhseho a jeho manželky Agnes Ohmové. Svatba s Leopoldem I. Anhaltsko-Desavským proběhla krátko po jeho převzetí moci 15. září 1698. Její tchyně Henriettou Kateřinou Oranžskou společně s vlastním otcem se pokoušeli sňatku zabránit, jelikož se jednalo o nerovnorodý sňatek. Avšak po zaplacení 92 tisíc tolarů císaři Leopoldovi I. Habsburskému byla Anna Luisa povýšena do říšského hraběcího stavu, čímž ve společenské hierarchii stála výše než její vlastní manžel. Následnické právo jejich společných dětí však nebylo uznáno. Anna Luisa působila jako desavská regentka v dobách, kdy se její manžel účastnil válečných tažení.

Později si Anna Luisa vybudovala skvělý vztah s její tchyní i pruskou královskou rodinou. Její neobvyklý životní příběh se stal námětem několika divadelních her (Richard Kessler: Anneliese von Dessau a Der junge Dessauer; Hermann Hersch: Die Anna Liese)

## Děti
- Vilém Gustav (20. června 1699 – 16. prosince 1737), ⚭ 1726 Johanna Sophia Herre (8. července 1706 – 5. června 1796), morganatické manželství
- Leopold II. Maxmilián (25. prosince 1700 – 16. prosince 1751), vládce Anhaltsko-desavského knížectví od roku 1747 až do své smrti, ⚭ 1737 Gisele Agnes Anhaltsko-Köthenská (21. září 1722 – 20. dubna 1751)
- Dětřich (2. srpna 1702 – 2. prosince 1769), polní maršál, svobodný a bezdětný
- Fridrich Jindřich Evžen (27. prosince 1705 – 2. března 1781), svobodný a bezdětný
- Henrietta Marie Luisa (3. srpna 1707 – 7. srpna 1707)
- Luisa (21. srpna 1709 – 29. července 1732), ⚭ 1724 Viktor Fridrich Anhaltsko-Bernburský (20. září 1700 – 18. května 1765)
- Mořic (31. října 1712 – 11. dubna 1760), polní maršál, svobodný a bezdětný
- Anna Vilemína (13. června 1715 – 2. dubna 1780), svobodná a bezdětná
- Leopoldina Marie (12. prosince 1716 – 27. ledna 1782), ⚭ 1739 Bedřich Jindřich Braniborsko-Schwedtský (21. srpna 1709 – 12. prosince 1788)
- Henrietta Amálie (7. prosince 1720 – 5. prosince 1793), zemřela svobodná, ale měla nemanželského syna

## Zajímavosti
- V sasko-anhaltském zemském archivu se dochovala osobní korespondence Anny Luisy s pruským králem Fridrichem I. Pruským.